# 御幸町 (大阪市)
御幸町（みゆきちょう）は、大阪府大阪市都島区にある町名。現行行政地名は御幸町一丁目および御幸町二丁目。

## 地理
大阪市都島区の東部に位置する。西は高倉町、東は内代町、南は都島北通、北は旭区高殿にそれぞれ接する。地内の殆どが大阪市営御幸住宅を形成しており、一丁目には大阪市立高倉中学校がある。

## 歴史

### 地名の由来
高倉天皇の御幸地であったことに由来する。

## 世帯数と人口
2019年（平成31年）3月31日現在の世帯数と人口は以下の通りである。
| 丁目         | 世帯数    | 人口    |
| ------------ | --------- | ------- |
| 御幸町一丁目 | 698世帯   | 1,245人 |
| 御幸町二丁目 | 730世帯   | 1,518人 |
| 計           | 1,428世帯 | 2,763人 |

### 人口の変遷
国勢調査による人口の推移。
| 1995年（平成7年）  | 3,343人 | [ 6 ]  |  |
| 2000年（平成12年） | 3,133人 | [ 7 ]  |  |
| 2005年（平成17年） | 3,069人 | [ 8 ]  |  |
| 2010年（平成22年） | 2,926人 | [ 9 ]  |  |
| 2015年（平成27年） | 2,757人 | [ 10 ] |  |

### 世帯数の変遷
国勢調査による世帯数の推移。
| 1995年（平成7年）  | 1,307世帯 | [ 6 ]  |  |
| 2000年（平成12年） | 1,290世帯 | [ 7 ]  |  |
| 2005年（平成17年） | 1,358世帯 | [ 8 ]  |  |
| 2010年（平成22年） | 1,328世帯 | [ 9 ]  |  |
| 2015年（平成27年） | 1,324世帯 | [ 10 ] |  |

## 学区
市立小・中学校に通う場合、学区は以下の通りとなる。なお、小学校・中学校入学時に学校選択制度を導入しており、通学区域以外に都島区の小学校・中学校から選択することも可能。
| 丁目         | 番   | 小学校             | 中学校             |
| ------------ | ---- | ------------------ | ------------------ |
| 御幸町一丁目 | 全域 | 大阪市立高倉小学校 | 大阪市立高倉中学校 |
| 御幸町二丁目 | 全域 | 大阪市立高倉小学校 | 大阪市立高倉中学校 |

## 事業所
2016年（平成28年）現在の経済センサス調査による事業所数と従業員数は以下の通りである。
| 丁目         | 事業所数 | 従業員数 |
| ------------ | -------- | -------- |
| 御幸町一丁目 | 53事業所 | 317人    |
| 御幸町二丁目 | 45事業所 | 274人    |
| 計           | 98事業所 | 591人    |

## 施設
- 大阪市立高倉中学校
- 高倉中央公園
- 御幸北児童遊園
- 御幸東児童遊園
- 御幸南児童遊園
- 誠隆寺 - 真言宗醍醐派
- 正光寺 - 浄土真宗本願寺派

## その他

### 日本郵便
- 〒534-0012[3]（集配局：都島郵便局[14]）